# 卡尔斯条约
卡尔斯条约（俄语：Карсский договор），是于1921年10月13日在土耳其卡尔斯签署的一份友好条约，并于1922年9月11日在亚美尼亚的埃里温得到了批准，其签署方包括土耳其大国民议会代表（在1923年宣布土耳其共和国成立），和即将加入苏联的三个国家的代表（亚美尼亚，阿塞拜疆和格鲁吉亚），这三个国家在1922年苏联成立条约后成为了苏联的一部分。卡尔斯条约是之前1921年3月《莫斯科条约》和宣告俄国退出一战的《布列斯特-立陶夫斯克条约》的后续条约，也划定了当时土耳其和南高加索国家在亚美尼亚伯爵封地的边界。卡尔斯条约也总体上解决好了萨达拉巴战役问题和高加索战役问题。
绝大部分在该条约中划分给土耳其的领土在1877-1878俄土战争中曾被臣服于奥斯曼帝国的沙俄侵占，但撒玛丽地区除外。撒玛丽地区曾在俄波战争后的土库曼恰伊条约中，被俄国吞并。
该条约规定了格鲁吉亚阿扎尔地区阿扎尔人的自治权。